# 申性模
申 性模（シン・ソンモ、1891年10月20日 – 1960年5月29日）は、大韓民国の独立運動家・政治家。本貫は高霊申氏。号は小滄（ソチャン、소창）。韓国の国防部長官だった頃、李承晩の前でよく涙を流していたので落涙長官(낙루장관)と呼ばれていた。
元国会議員の李鶴林は娘婿。

## 経歴
慶尚南道に生まれる。1910年に普成法律専門学校を卒業し、同年日韓併合が成されると、ウラジオストクへ亡命、申采浩と同郷の先輩である安煕済の指導の下、抗日独立運動に身を投じた。
1913年には上海へ渡り、呉淞商船学校航海科を修了、一時中国海軍の本部で勤務した。
1919年からは大韓民国臨時政府の軍事委員会に務めたが、同年アメリカに亡命していた李承晩が、ウッドロウ・ウィルソン大統領へ、朝鮮に対するアメリカの委任統治請願を書面提出したのに憤慨して、朴容万や申粛と共に李承晩を糾弾する声明を発表した。
1923年には、臨時政府の秘密連絡先だった栢山商会への独立資金伝達事件で日本の警察に逮捕され、本国に移送された。1925年に釈放されると、イギリスへ渡り、ロンドンの海洋大学で一等航海士の資格を得た。
1930年からはロンドンとインドを往復する定期貨客船の船長となり、第二次世界大戦の最中はインドの商船会社の顧問に就任し、ムンバイに滞在した。
独立後は、大韓青年団団長や交通部諮問委員などを歴任し、1948年12月、第2代内務部長官。1949年3月、「派閥がなく、清廉潔白で、軍事知識は補佐官で補える」との理由から金錫源と任永信に推薦され、第2代国防部長官に任命される。前任の李範奭が新設した機構を次々と廃止した。第4局（特殊工作局）を廃止し、徴兵制の採用を理由に護国軍を解体した。李範奭の民族青年団、池青天の大同青年団を解散させて大韓青年防衛隊を創設して自ら団長に就任した。しかし徴兵制の施行は予算や事務の都合で、1950年6月1日に「軍事援護法施行令」（大統領令第369号）が発布されるまで有効に実施できず、大韓青年防衛隊はすぐに瓦解して予備軍としての役割を果たさなかった。
1950年4月、李範奭が総理を辞めると、申が代理となり、ほとんど総理職に専念し、国防は疎かになっていった。
国防部長官在職当時の1949年7月17日には、大韓青年団訓練場において「軍は大統領から命令を待っており、命令さえあれば一日の内に平壌や元山を完全に占領する事が出来る」と発言した。その発言が問題視されると、自分の発言が誤解されたと弁明したが、同年9月初旬にも「来るべき時を待つだけで、準備は完了している」と発言した。韓国戦争史は「侵略が憂慮される状況になっても、国防準備については豪言壮語するだけであった」と述べている。
1950年6月25日、朝鮮戦争勃発。参謀総長の蔡秉徳は申性模の官舎に電話したが、申請模は長いイギリス生活により日曜日は誰とも会わず電話にも出ない習慣であったため、電話がつながらなかった。蔡秉徳は仕方なく申請模を訪ねて状況報告ののち非常動員令発令の認可を受けた。翌26日の軍事経歴者緊急諮問会議では「敵の攻撃は威力偵察らしいから撃退して、この際北進すべきだ」と途方もない事を述べた。2日後の6月27日午前4時に開かれた国務会議においては、戦況に関しては何も分からないと発言した。
李應俊によれば、1951年春、釜山にいた軍元老に対して「このような老人達が我々の軍を指揮していたら、私たちはすでにあの釜山沖に入っていたのではないか」と言い放ったという。
1951年に発生した居昌良民虐殺事件の際は、当時戒厳司令官だった金宗元と一緒に事件をうやむやにしようとしているとして非難を浴び、加えて国民防衛軍事件が発生した事から、国防部長官を解任された。
1951年11月、駐日首席公使。
1952年11月、大統領直属海事委員会委員長。
1956年11月28日から海洋大学校学長（8代）となり、翌12月からは韓国海技士協会会長（5、6代）を兼任し、1960年5月29日に亡くなるまで務めた。学長として、海軍士官学校との統合を阻止して海洋大学を存続させ、海軍予備令の制定施行、実習船半島号の確保、教科書発刊など後学養成のために尽力した。
1990年、建国勲章愛族章を追贈。